# Ward Huybs
Ward Huybs, né le 21 novembre 2002, est un coureur cycliste belge, spécialiste du cyclo-cross. 

## Biographie
Lors de sa première saison chez les juniors (17/18 ans) en 2018-2019, Ward Huybs décroche six podiums et se classe notamment sixième du  du championnat d'Europe de cyclo-cross juniors. La saison suivante, toujours chez les juniors, il obtient dix nouveaux podiums, dont six deuxièmes places et une première victoire lors du Berencross juniors.
En 2021, il rejoint l'équipe Baloise Trek Lions, spécialisée dans le cyclo-cross. En octobre 2022, il gagne ses deux premières courses chez les élites en Slovaquie. Le 8 octobre 2023, il remporte le Brumath Bike Festival en France,. Le 5 novembre, il se classe quatrième du championnat d'Europe de cyclo-cross espoirs. Le 22 décembre, il termine deuxième de la manche de Coupe du monde de cyclo-cross espoirs à Anvers. Par la suite, il gagne deux manches du X²O Badkamers Trofee espoirs. Aux mondiaux, il est médaillé de bronze du championnat du monde de cyclo-cross en relais mixte.

## Palmarès en cyclo-cross
- 2018-2019
  - 6e du championnat d'Europe de cyclo-cross juniors
- 2019-2020
  - Ethias Cross-Berencross juniors, Meulebeke
  - 3e du Superprestige juniors
  - 6e de la Coupe du monde de cyclo-cross juniors
- 2022-2023
  - Grand Prix Dohňany #1, Dohňany
  - Grand Prix Topoľčianky 2, Topoľčianky
  - 4e du X²O Badkamers Trofee espoirs
- 2023-2024
  - Kleeberg Cross, Malines
  - Brumath Bike Festival, Brumath
  - X²O Badkamers Trofee espoirs #5-Duinencross, Bruxelles
  - X²O Badkamers Trofee espoirs #8-Brussels Universities Cyclocross, Bruxelles
  -  Médaillé de bronze du championnat du monde de cyclo-cross en relais mixte
  - 3e du championnat de Belgique de cyclo-cross espoirs
  - 4e du championnat d'Europe de cyclo-cross espoirs
  - 5e de la Coupe du monde de cyclo-cross espoirs
  - 6e du X²O Badkamers Trofee espoirs